# Зімін Сергій Георгійович
Сергій Георгійович Зімін — український політик, голова Шевченківської районної в місті Києві державної адміністрації (листопада 2010 — квітень 2014).

## Біографія
Кандидат технічних наук (1995).
Народився 24 березня 1952 року (м. Донецьк), в родині службовців; росіянин; одружений; має двох синів.
Освіта: Київський політехнічний інститут, фізико-технологічний факультет (1975), інженер-механік, «Устатковання і технологія зварювального виробництва».
- Вересень 1969 — вересень 1971  роки — студент Харківського авіаційного інституту.
- Вересень 1971 — березень 1975  роки — студент Київського політехнічного інституту.
- Березень 1975 — квітень 1979  роки — інженер, старший інженер Інституту електрозварювання ім. Є. О. Патона АНУ.
- Квітень 1979 — листопад 1980  роки — заступник начальника лабораторії зварювання будівельно-монтажного тресту «Південенергомонтаж», м. Київ.
- Листопад 1980 — серпень 1983  роки — начальник заводу № 3 Ірпінського комбінату «Перемога».
- Вересень 1983 — березень 1989  роки — старший інженер, начальник металургійного цеху, начальник виробничо-технічного відділу, заступник директора з виробництва Дослідного заводу спецелектрометалургії Інституту електрозварювання ім. Є. О. Патона АНУ.
- Березень 1989 — квітень 2006  роки — генеральний директор НВО «Арма»; голова правління, голова спостережної ради ЗАТ "Холдингова компанія «Арма»; голова ради корпорації «Київська арматура».
- Квітень — травень 2006  року — радник Київського міського голови.
- Травень 2006 — вересень 2007  року — заступник голови Київської міської державної адміністрації.
- Вересень — грудень 2007 року, липень 2008 — лютий 2009  року — заступник Міністра з питань житлово-комунального господарства України.
- Лютий — липень 2009  року — начальник Державної житлово-комунальної інспекції.
- Березень — листопад 2010  року — заступник Міністра з питань житлово-комунального господарства України.

Голова Ради директорів промислових підприємств Жовтневого (Солом'янського) району Києва (з 1996).
Квітень 2006 — травень 2008  роки — депутат Київської міськради.
Заслужений машинобудівник України (грудень 1997). Орден «За заслуги» III ступеня (жовтень 2000).
Державний службовець 4-го рангу (жовтень 2007), 3-го рангу (квітень 2010).
Володіє англійською мовою.
Захоплення: футбол, теніс, література.